# Renato Paresce
Renato (René) Paresce (Carouge, 5 janvier 1886 - Paris, 15 octobre 1937) est un peintre italien.

## Biographie
Renato (René) Paresce naît en Suisse à Carouge près de Genève, et passe son enfance à Florence, où son père Francesco, militant socialiste originaire de Palerme et féru de culture, a fondé la Rivista di cultura ; sa mère, née Lydie Ignatieff, est la fille d'un homme d'affaires russe. Il voyage beaucoup avec ses parents, entre Florence, Paris et Moscou. Paresce se consacre à la peinture en autodidacte et sort diplômé en physique de l'université de Palerme en 1911. 
Il s'installe à Paris en 1912 où il fréquente des artistes et fait la connaissance de Modigliani, de Max Jacob, de Paul Fort et de Picasso. Il fait partie de l'École de Paris avec Soutine et Kisling et expose au Salon. 
Au début de la Première Guerre mondiale, il part pour Londres avec sa femme, la pianiste Ella Vera Klatschko (1880-1966), fille d'un révolutionnaire juif russe, Samuel Lvovitch Klatschko (1851-1914). Il y travaille pour le National Physical Laboratory et fait la connaissance de Kokoschka. Il peint, mais il exerce aussi le métier de journaliste pour La Stampa pour couvrir la conférence de Versailles, et pour assurer la critique d'art; il expose après la guerre à Zurich et à Berlin. En 1926, il participe à la première exposition du Novecento Italiano à la Permanente de Milan. En 1927, il expose à Amsterdam et en 1929 encore à l'exposition du Novecento.
Il fait partie dès 1928 des Italiens de Paris et à la fin de l'année 1936 participe aux expositions du groupe des Sept (avec Campigli, Pisis, Chirico, Savinio, Severini et Tozzi). Le groupe bénéficie de l'appui du critique français d'origine polonaise Waldemar George dans un climat de retour à l'ordre.
En 1928, il dirige l'exposition de l'École de Paris de la XVIe Biennale de Venise à l'invitation de son secrétaire Antonio Maraini. Il rejoint encore la Biennale en 1930, 1932 et 1934.
En 1933, il a sa première exposition personnelle en Italie à la Galleria del Milione de Milan. 
L'année suivante, il part faire un voyage autour du monde, traversant les îles Fidji et passant par l'Amérique, pour faire une série d'articles commandée par La Stampa. Il en fait un livre (L'altra America) publié en 1935. Il abandonne ensuite progressivement la peinture. Il meurt à Paris en 1937.

## Bibliographie

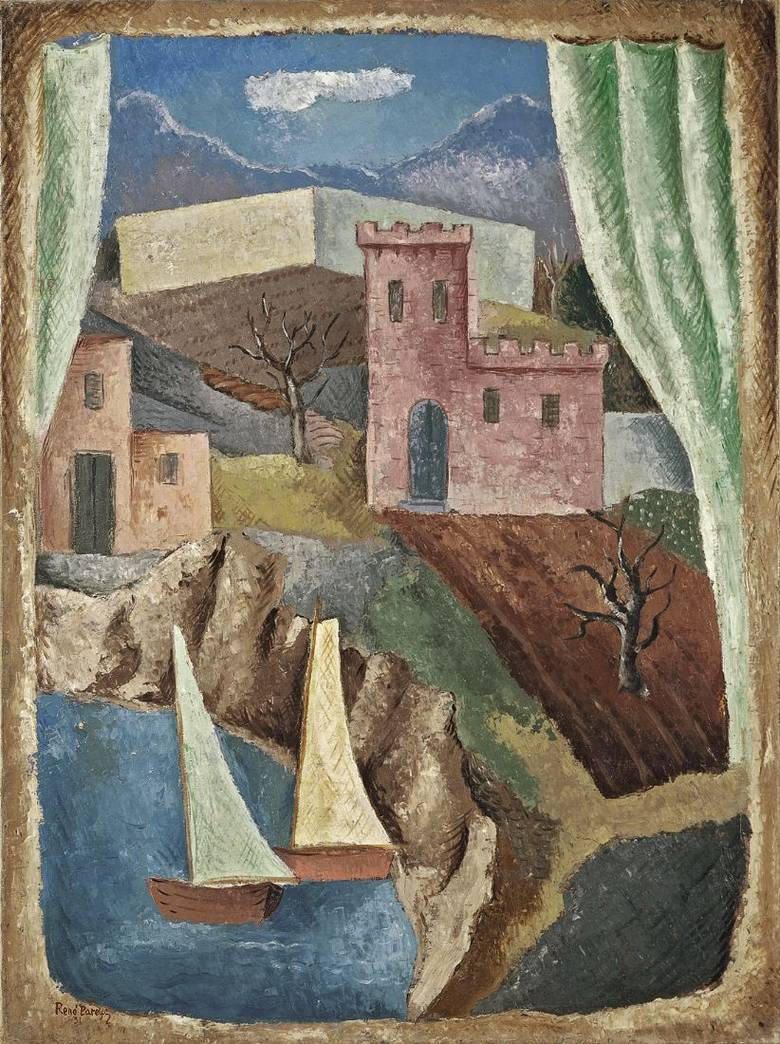
Le Château (Il castello), 1931.